# Franz Schnopfhagen (Mediziner)
Franz Schnopfhagen  (* 30. März 1848 in Oberneukirchen; † 17. Juli 1925 in Linz) war ein österreichischer Psychiater, von 1879 bis 1925 war er Primarius bzw. Direktor der psychiatrischen Anstalt Niedernhart in Linz.

## Leben
Schnopfhagen besuchte ein Gymnasium in Linz, ab 1867 studierte er an der Universität Wien Medizin, er promovierte 1873 an der Universität Innsbruck. Schon vor der Promotion begann er als Assistent an der pathologisch-anatomischen Lehrkanzel der Universität Innsbruck zu arbeiten, er habilitierte sich hier im Jahr 1875 für praktische Anatomie und 1878 für Psychiatrie und Gehirnanatomie.
Schnopfhagen wurde als Student Mitglied des deutschnationalen Oberösterreichisch-akademischen Vereins Germania Wien (seit 1923 Akademische Burschenschaft Oberösterreicher Germanen in Wien).

## Werke
- Franz Schnopfhagen: Niedernhart und Gschwendt. Die Heil- und Pflege-Anstalt für Geisteskranke im Erzherzogthume Oesterreich ob der Enns, Linz 1897.